# Teatro romano de Catania
El teatro romano de Catania se encuentra en el centro de la ciudad de Catania (Sicilia, Italia), en la plaza de San Francisco, entre la Vía Vittorio Emanuele y la Vía del Teatro Griego. El teatro, que data del siglo II d. C., fue construido sobre una anterior edificación del siglo I d. C..

## Descripción
Tiene 80 metros aproximadamente de diámetro y ha mantenido la cávea, la zona de orquesta y algunas partes de la escena. Construido con la roca de lava del Etna, se decoró con mármol y estatuas, que desaparecieron en el siglo XI durante la construcción de la catedral católica. Es probable que la parte superior de la escalinata se rematase con una columnata similar a la del teatro de Taormina. Su capacidad era de unos 5000 espectadores.
Cerca del teatro se hallan los restos del odeón, que también se remonta a la época romana.
En los años 1970 se utilizaba para espectáculos en verano, pero finalmente fue abandonado. Actualmente está parcialmente abierto. El teatro, que no se encuentra en buenas condiciones de conservación, está rodeado de edificaciones que dificultan su preservación y uso.